# Уан Съчао
Уан Съчао (王思潮) е китайски астроном и уфолог.
През 2006 г. пред Националната астрономическа общност коментира статута като планета на Плутон .
Занимава се основно с изучаване на Слънчевата система и НЛО в наши дни. Обобщил е информация за НЛО на територията на Китай от началото на XIX век и е стигнал до извода, че Китай е сред местата, на които са наблюдавани най-много НЛО.